# Australie au Concours Eurovision de la chanson 2022
L'Australie est l'un des quarante pays participants du Concours Eurovision de la chanson 2022, qui se déroule à Turin en Italie. Le pays est représenté par le chanteur Sheldon Riley et sa chanson Not the Same, sélectionnés via l'émission Eurovision: Australia Decides 2022. Le pays se classe 15e avec 125 points lors de la finale.

## Sélection
Le diffuseur finlandais SBS annonce sa participation à l'Eurovision 2022 le 16 juin 2021, confirmant également le retour de l'émission Eurovision: Australia Decides comme sélection. Le diffuseur ouvre, du 26 août au 26 septembre 2021, la période de dépôt des candidatures. Dix candidats eux sont sélectionnés pour participer à la sélection télévisée. Ils sont annoncés en trois fois, les 28 octobre, 26 novembre et 14 décembre 2021. Simultanément à la troisième annonce, le diffuseur annonce un concours TikTok pour trouver un 11e artiste, dont la gagnante, Erica Padilla, est annoncée le 3 février 2022.
La finale télévisée a lieu le 26 février 2022. Le gagnant est désigné par un vote mêlantle vote d'un jury et le télévote australien, chacun comptant pour moitié.
| Ordre | Artiste                       | Chanson                | Jury | Télévote | Total | Place |
| ----- | ----------------------------- | ---------------------- | ---- | -------- | ----- | ----- |
| 1     | G-Nation                      | Bite Me                | 11   | 45       | 56    | 5     |
| 2     | Erica Padilla                 | To the Bottom          | 20   | 25       | 45    | 9     |
| 3     | Seann Miley Moore             | My Body                | 18   | 5        | 23    | 11    |
| 4     | Charley                       | I Suck at Being Lonely | 33   | 30       | 63    | 4     |
| 5     | Andrew Lambrou                | Electrify              | 16   | 35       | 51    | 7     |
| 6     | Sheldon Riley                 | Not the Same           | 50   | 50       | 100   | 1     |
| 7     | Paulini                       | We Are One             | 32   | 20       | 52    | 6     |
| 8     | Jaguar Jonze                  | Little Fires           | 51   | 40       | 91    | 3     |
| 9     | Isaiah Firebrace et Evie Irie | When I'm with You      | 35   | 10       | 45    | 10    |
| 10    | Voyager                       | Dreamer                | 37   | 60       | 97    | 2     |
| 11    | Jude York                     | I Won't Need to Dream  | 32   | 15       | 47    | 8     |

La sélection se conclut sur la victoire de Sheldon Riley, qui représentera donc l'Australie à l'Eurovision 2022 avec sa chanson Not the Same.

## À l'Eurovision
L'Australie participe à la deuxième demi-finale, le 12 mai 2022. Elle s'y classe 2e avec 243 points, se qualifiant donc pour la finale. Lors de celle-ci, elle termine à la 15e place avec 125 points.